# Марио Алварез Карвахал, Б-136 Км. 77 Сур (Матаморос)
Марио Алварез Карвахал, Б-136 Км. 77 Сур (шп. Mario Álvarez Carvajal, B-136 Km. 77 Sur) насеље је у Мексику у савезној држави Тамаулипас у општини Матаморос. Насеље се налази на надморској висини од 10 м.

## Становништво
Према подацима из 2005. године у насељу су живела 2 становника.

### Хронологија
| Година       | 2000 | 2005 |
| ------------ | ---- | ---- |
| Становништво | 2    | 2    |

### Попис
| # | Индикатор                        | Вредност |
| - | -------------------------------- | -------- |
| 1 | Укупно појединачних домаћинстава | 1        |